# Museo Fukagawa Edo
Il Museo Fukagawa Edo (深川江戸資料館?, Fukagawa Edo Shiryōkan) è un museo di storia situato nel quartiere Fukagawa di Tokyo, in Giappone.

## Storia
Fondato nel 1986, il museo presenta una ricostruzione di questo quartiere della vecchia Tokyo ad est del fiume Sumida intorno al 1830, quando la città era ancora chiamata Edo.

## Collezioni
In una grande sala, una parte del villaggio è stata ricostruita a grandezza naturale con un canale sul quale galleggia una barca, una banchina, con bancarelle e diverse case. La maggior parte degli edifici può essere visitata a condizione che ci si tolgano le scarpe all'ingresso, secondo la tradizione giapponese.
Estremamente raro in un museo, è anche permesso toccare tutti gli oggetti contenuti nelle case. Una vetrina all'ingresso del museo mostra anche diversi oggetti spezzati dai visitatori e ne incoraggia la manipolazione con cura.